# Хадсон, Дакота
Дакота Райан Хадсон (англ. Dakota Ryan Hudson, 15 сентября 1994, Чаттануга) — американский бейсболист, питчер команды МЛБ «Сент-Луис Кардиналс».

## Карьера
Дакота родился 15 сентября 1994 года в семье Кристи и Сэма Хадсонов. Во время учёбы в старшей школе округа Секуачи играл в баскетбол и бейсбол, играя питчером, аутфилдером и на первой базе. Школу он окончил в 2013 году, после чего поступил в Университет штата Миссисипи. На драфте МЛБ его выбрал клуб «Техас Рейнджерс», но Хадсон предпочёл продолжить образование и отклонил предложение контракта. За команду колледжа в чемпионате NCAA Дакота выступал с 2014 по 2016 год, был капитаном команды.
На драфте МЛБ 2016 года его под общим 34 номером выбрали «Сент-Луис Кардиналс». 18 июня Хадсон подписал свой первый профессиональный контракт. Оставшуюся часть сезона Дакота провёл в новичковых лигах. Сезон 2017 года он начал в AA-лиге в составе «Спрингфилд Кардиналс». В июле Хадсон получил приглашение на Матч всех звёзд Техасской лиги. Всего в своём первом полном сезоне на профессиональном уровне он провёл 25 игр в роли стартового питчера с пропускаемостью ERA 3,01. По ходу чемпионата Хадсона перевели в AAA-лигу в «Мемфис Редбердс». Также он был назван лучшим питчером года в Техасской лиге.
Чемпионат 2018 года Хадсон также начал в составе «Редбердс». В девятнадцати играх он одержал тринадцать побед и в середине сезона впервые был вызван в основной состав «Сент-Луиса». В МЛБ он дебютировал 28 июля, выйдя на замену в игре с «Чикаго Кабс». Всего за Кардиналс Дакота отыграл 14,2 иннинга, одержав четыре победы при одном поражении. В составе «Мемфиса» он также стал победителем плей-офф Лиги Тихоокеанского побережья, принял участие в Матче всех звёзд и признан лучшим питчером года в лиге. В июле Хадсон представлял «Сент-Луис» на Матче всех звёзд будущего.